# Eponisiella guttulinervis
Eponisiella guttulinervis är en insektsart som beskrevs av Matsumura 1914. Eponisiella guttulinervis ingår i släktet Eponisiella och familjen Meenoplidae. Inga underarter finns listade i Catalogue of Life.